# Integralregning
 Ikke at forveksle med integral teori.
 Der er for få eller ingen kildehenvisninger i denne artikel, hvilket er et problem. Du kan hjælpe ved at angive troværdige kilder til de påstande, som fremføres i artiklen.

Integralregning udgør inden for matematikken sammen med den modsatte regneart differentialregning den såkaldte infinitesimalregning. Integraler er basalt set en udvidelse af summering, idet man summerer uendeligt mange, uendeligt små (infinitesimale) dele. Således kan man f.eks. finde et areal ved opdeling i uendeligt små firkanter (arealelementer), og summere disse op. Et andet eksempel er at beskrive den samlede ændring i en matematisk funktion, ud fra viden om hvor hurtigt denne ændrer sig (f.eks. til et givet tidspunkt eller sted).

## Eksempler
For at forstå hvad integraler er, kan man forestille sig en person som dagligt kører i bil til og fra sit job: På et tidspunkt får han/hun brug for at vide hvor lang ruten mellem hjem og arbejdsplads er, men desværre er bilens kilometertæller (og evt. triptæller) i uorden. Men speedometeret fungerer (og viser endda ganske nøjagtigt), så med lidt tidtagning kan man, omend med nogen usikkerhed, beregne den kørte distance således:

10 minutters by-kørsel (50 km/t) ud til motorvejen giver 8,3 km; 20 minutter på motorvej (110 km/t) giver 36,7 km, og til sidst yderligere 15 minutters by-kørsel ved 50 km/t, som giver 12,5 km. I alt 57,5 km.

Men farten er næppe, som regnestykket forudsætter, konstant; især ikke ved kørsel i byer, så for at få andet end et "løst overslag" ud af metoden med fart og tidsrum, burde denne bilist have en assistent med sig på turen, som med så korte intervaller som muligt kunne notere farten fra speedometeret, og tage tid på hvert interval. Jo kortere intervallerne kan gøres, desto mere præcist bliver det endelige resultat for hele rutens længde.
Hvis man kan skrive et regneudtryk, der præcist fortæller hvad bilens fart var til et tidspunkt t minutter inde i køreturen, kan man ved hjælp af integralregning beregne den kørte distance helt præcist: Løser man ovenstående opgave ved at integrere regneudtrykket for bilens fart, svarer det til at føromtalte assistent noterede den øjeblikkelige hastighed i uendeligt mange, uendeligt små tidsintervaller.
For et mere formelt eksempel, betragt da en funktion {\displaystyle f(x)} defineret i et lukket interval {\displaystyle \left[a;b\right]}. {\displaystyle f(x)} er kontinuert og {\displaystyle f(x)\geq 0\quad {\mbox{for}}\quad x\in \left[a;b\right]}.
Nu inddeles {\displaystyle \left[a;b\right]} i n stykker, hver af længden {\displaystyle \Delta x={\frac {b-a}{n}}}. I hvert af intervallerne vælges tilfældigt en x-værdi {\displaystyle x_{i}} Til hvert interval hører nu et rektangel med arealet {\displaystyle A_{i}=f(x_{i})\cdot \Delta x\quad i=1,\ldots ,n} Summen af disse rektangler, {\displaystyle \sum _{i=1}^{n}A_{i}=\sum _{i=1}^{n}f(x_{i})\cdot \Delta x}, er en approksimation af arealet der afgrænses af grafen for {\displaystyle f}, x-aksen samt de to lodrette linjer defineret ved {\displaystyle x=a} og {\displaystyle x=b}. Efterhånden som {\displaystyle n\to \infty }, vil {\displaystyle \Delta x\to 0}, og summen af rektanglernes areal bliver en stedse bedre approksimation for førnævnte areal. Med denne motivation kan man definere det bestemte integral af f i intervallet [a, b] som {\displaystyle \lim _{n\to \infty }{\sum _{i=1}^{n}f(x)\Delta x\to \int _{a}^{b}f(x)dx}}

## Bestemte og ubestemte integraler
Man skelner mellem to måder at bruge integraler på: hhv. bestemte integraler og ubestemte integraler.

### Ubestemt integral
I eksemplet med bilen kan man, ud fra den funktion der beskriver bilens fart til ethvert tidspunkt t under kørslen, beregne den tilbagelagte strækning som det ubestemte integral af fartfunktionen. Hvis fartfunktionen hedder f(t), skrives det ubestemte integral heraf som:

{\displaystyle \int f(t)dt}

At integrere mht. en bestemt variabel modsvarer at differentiere mht. samme variabel, sådan at {\displaystyle f(t)={\frac {d}{dt}}\int f(t)dt}; og da man definerer fart som differentialkvotienten af stedfunktionen mht. tid, følger det, at stedfunktionen er en stamfunktion til fartfunktionen mht. tid.
Tegnet ∫ til venstre kaldes det lange s eller, når det bruges i forbindelse med integralregning, et integraltegn. Det var oprindeligt en skrivemåde for et s, der ikke afslutter et ord, og brugtes første gang til integralregning af Gottfried Wilhelm Leibniz baseret på det latinske ord summa "sum". Funktionen {\displaystyle f(x)} kaldes integranden og dt angiver, at t er den uafhængige variabel, altså den variabel der integreres med hensyn til.
Det ubestemte integral er en ny funktion af samme variabel som den oprindelige funktion (t i eksemplet). Denne nye funktion kan nu bruges til at beregne de bestemte integraler.

### Bestemt integral
Når man har fundet det ubestemte integral af et regneudtryk, kan man beregne bestemte integraler. I eksemplet med bilen svarer det til at beregne hvor stor en del af hele strækningen der blev tilbagelagt inden for bestemte tidsintervaller. For eksempel: Hvor mange af de i alt 57,5 km bliver tilbagelagt inden for de første fem minutters bykørsel efter motorvejen?
Hvis man har fundet det ubestemte integral af fartfunktionen som en ny funktion F(t), sådan at:

{\displaystyle \int f(t)dt=F(t)}

kan man svare på spørgsmålet om de første 5 minutter efter motorvejen (30 til 35 minutter efter starten):

{\displaystyle \int _{30}^{35}f(t)dt=F(35)-F(30)}

Bemærk skrivemåden med de to tal (30 og 35) der afgrænser det relevante interval skrevet ved integraltegnet. Har man et regneudtryk for F(t), kan man således løse opgaven for vilkårlige tidsintervaller.
Bemærk, at et bestemt integral er et tal – i eksemplet med bilen, den strækning der køres inden for 5 minutter efter motorvejen forlades – mens et ubestemt integral altid er en funktion.

## Arealet under en kurve
Hvis man tegner grafen til en funktion og vælger et interval som beskrevet ovenfor, kan man markere intervallet på grafen som to linjer parallelt med koordinatsystemets ordinatakse: Nu vil arealet mellem grafen, abscisseaksen og de to intervalgrænser være lig med funktionens bestemte integral for samme interval.
Arealet på figuren ovenfor beregnes som differensen: A = F(b) - F(a)

## Computer Algebra System (CAS)
Matematisk software og lommeregnere med CAS kan beregne integraler:
- maplesoft Maple og Texas Instruments' to grafregnere TI-89 og TI-92 beregner ubestemt integrale med kommandoen: ∫(funktion,{\displaystyle x}) [12][13]
- Det matematiske software Xcas beregner ubestemt integrale med kommandoen: int(funktion,{\displaystyle x}) [14]

### Bøger
- Jensen, Steffen og Sørensen, Karin (1989): Differentialregning: En lærebog for matematisk gymnasium. Teori og redskab, 3. København, Christian Ejlers Forlag. ISBN 87-7241-557-6
- Hebsgaard, Thomas m.fl. (1989) Matematik Grundbog 2. Forlaget Trip, Vejle. ISBN 87-88049-13-2
- Carstensen, Jens & Frandsen, Jesper (1985): Matematik 2 - Matematik for gymnasiets matematisk-fysiske gren. Forlaget Systime, Herning. ISBN 87-7351-287-7
- Jessen, Claus m.fl. (1995): Differentialregning: gymnasiematematik, obligatorisk niveau. Matematik - tanke, sprog og redskab. København, Gyldendal Undervisning. ISBN 87-00-19936-2
- Claus Jessen, Peter Møller og Flemming Mørk (1999): Vektorregning og integralregning, gymnasiematematik niveau 3H, Gyldendal Uddannelse, 298 sider, ISBN 87-00-36966-7

### PDF
- Herman, Edwin “Jed” & Strang, Gilbert (2016): Calculus : Volume 3 : OpenStax, Rice University, Houston, Texas, USA. ISBN 978-1-50669-805-2. (online) URL: https://d3bxy9euw4e147.cloudfront.net/oscms-prodcms/media/documents/CalculusVolume3-OP_n7Nj74c.pdf

## Eksterne links
- Wikimedia Commons har flere filer relateret til Integralregning
- http://integrals.wolfram.com/ : Her kan man indtaste et regneudtryk, og få det ubestemte integral (med hensyn til en variabel x som skal indgå i regneudtrykket)